# 厄尔扬·桑德勒
厄尔扬·桑德勒（瑞典語：Örjan Sandler，1940年9月28日—），瑞典男子速度滑冰运动员。他曾代表瑞典参加1964年、1968年、1972年、1976年和1980年冬季奥林匹克运动会速度滑冰比赛，获得一枚铜牌。